# ほんまもん!原田年晴です
ほんまもん!原田年晴です（ほんまもんはらだとしはるです）は、2005年4月4日から2019年9月26日まで平日の昼（ランチタイム）にラジオ大阪（OBC）で放送していた情報ワイド番組。パーソナリティは同局アナウンサーの原田年晴。

## 概要
早朝番組『原田年晴のラジオでおはよう!!』を担当してきた原田が『歌謡曲これイチバン!』以来のランチタイム番組に復帰となり、毎日日替わりの女性パートナーを従えて（2006年9月まで）、リスナーから寄せられたリクエスト音楽やメッセージを紹介したり、暮らしに役立つ情報などを発信する生ワイド番組として開始した。また、従来の歌謡番組の流れから、ゲスト歌手を迎えたコーナーもある。
番組ジングルをチキンガーリックステーキなどのアーティストが担当している。
2006年10月からパートナーを一新し、金曜日を『ほんまもん!原田年晴です 金曜スペシャル』（ほんまもんはらだとしはるです きんようスペシャル）というタイトルで12:00 - 17:30までの放送、2007年4月より、17:00までに短縮され落ち着いたものの、2013年3月いっぱいで撤廃された。
その間、開始時間を12:10に繰り下げられたり、2010年7月5日から放送時間が10分繰り上がり、12:00→12:05からと変動を繰り返し、2014年10月改編時は12:00からに落ち着いている。
2018年4月から月曜日から木曜日の放送に変更された。この年、原田が病気療養のため一時別項の通り日替わりで代演（タイトルも『ほんまもん!＊＊＊＊です』と代演者の名前に変更）となっていたが、同年12月3日放送から原田が「月・木曜」限定で番組に復帰。同年12月25日放送より放送全曜日の出演を再開した。その後、2019年3月19日から原田が「体の定期点検」（人間ドック）のため2〜3週間を目処に休暇を取ったが、4月8日の放送から復帰した。
ラジオ大阪が月 - 木曜日の午後 - 夕方の自社制作番組の編成の区割りを2019年10月の改編で一新することに伴って、後枠（平日の夕方）に放送されていた『高岡美樹のべっぴんラジオ』と共に、同年9月26日（木曜日）放送分で終了した。同月30日（月曜日）からは、この番組の放送枠を『OBCグッドアフタヌーン!#ラジぐぅ』（11:30 - 14:00）と『原田年晴・髙岡美樹のHit&Hit!』（14:00 - 16:55）へ組み込むとともに、原田が療養生活に入った2020年1月までは、『 - Hit&Hit!』で高岡とコンビを組んでいた。『Hit&Hit!』は2020年4月改編で日替わりパーソナリティ制度を導入したことを機に、原田と高岡のコンビを解消（高岡のみ月曜放送分で続投）したが、原田は通院治療を経て同年6月からアナウンス業務に復帰している。

## 出演者
- パーソナリティ…原田年晴（OBCアナウンサー）

### 女性パートナー
- 月曜… 斉藤雪乃（2019年1月28日放送をもって産休に入っていたが2019年9月2日より復帰）
- 火曜…宇都宮まき（吉本新喜劇出演の関係で2019年9月17日が最後の出演となった）
- 水曜…仲みゆき
  - 宮﨑真理（フリーアナウンサー。下町グルメ選手権に出演）
- 木曜…裏野さやか
  - 篠原小織（フリーアナウンサー。近鉄まわりゃんせアワーに出演）

### リポーター
- 篠原小織（フリーアナウンサー・近鉄まわりゃんせアワーに出演）
- 泉希衣子（タレント・どこもどこでもどこへでもに出演）
- 四方香菜（フリーアナウンサー・下町グルメ選手権に出演）
- 藤井日菜子（タレント・かつてはスタジオにパートナーとして出演、現在はレポーターとして出演）
- 和牛（お笑いコンビ･ほんまもんサークルに出演）
- 女と男（同上）
- ガスマスクガール（同上）
- プリマ旦那（同上）
- 見取り図（同上）
- 祇園（同上）
- GAG少年楽団（同上）
- 菅濱小香（フリーアナウンサー・みんなで作ろう!理想のマグボトルに出演）

### 原田の代役
- 高橋征二（2010年6月23日、原田が体調不良で休養のため担当[6]。）
- 中井雅之（2010年8月23日より、原田の夏休み中と入院中の2018年4月25日・26日、5月2日・3日・7日に担当。に担当[7]。）
- 桂こごろう（2011年1月21日担当。）
- 永井康之（原田の休演中の2018年5月31日、6月4日、7月2日、6月21日からの木曜日に担当。）
- 中西則善（2013年8月29日[8]、2016年8月29日・30日・9月2日、2017年9月26日、原田の夏休み中、入院中と休演中の2018年4月30日、5月1日・8日・22日・28日・29日、6月11日・12日・18日・19日・25日、7月2日・3日・9日・10日・17日・23日・24日、2019年8月27日に担当。）
- 長田和彦（2014年8月20日、原田の夏休み中に担当。[9]）
- 西村寿一（原田の休演中の2018年6月・7月の水曜日に担当。）
- 堀江良信（2016年8月31日、原田の夏休み中、2018年5月23日・30日、原田の休演中に担当。）
- 長江健次（2016年9月1日、2017年9月28日、原田の夏休み中に担当。）
- 藤川貴央（2014年8月14日・15日、2017年9月25日・27日・29日、原田の夏休み中、2018年5月10日、原田の入院中に担当。）
- やのぱん（2018年5月21日・24日、6月7日・14日、原田の休演中に担当）
- 松本恵治(2018年11月、2019年7月30日･31日、9月9日。原田の体調不良および休養のため担当。)
- 矢野勝也(2019年8月28日･29日、原田の夏休みのため担当。)

### かつて出演していたパートナー
- 木谷美帆（フリーアナウンサー）
- 宮村優子（声優）
- 岩見知香（フリーアナウンサー）
- 慶元まさ美（フリーアナウンサー、2017年4月から『慶元まさ美のハッピー・モーニング』のパーソナリティを単独で担当、その後、2019年4月から『"新しいおとな"の朝に!ハッピー・プラス』の水曜・木曜パーソナリティを担当）
- 南かなこ（演歌歌手）
- 園美智子（フリーアナウンサー。下町グルメ選手権に出演）
- 宮﨑真理（フリーアナウンサー・下町グルメ選手権に出演）
- 安井ゆたか（フリーパーソナリティ。2011年3月29日に卒業。本番組担当前に『歌謡曲これイチバン!』で原田のパートナーを務めた）
- 松本雅子（OBCアナウンサー、MC企画所属。2014年9月25日に卒業。『モーニングライダー! 藤川貴央です』のアシスタントを担当。）
- ひぐちようこ（タレント・どこもどこでもどこへでもに出演）
- 玉川恵（当時OBCアナウンサー、オフィスキイワード所属、2017年3月でOBCとの契約期間を満了）
- 大西ユカリ（金曜日放送の『GO!GO!フライデーショー!』に移動）
- 工藤あやの（演歌歌手）
- 河島あみる（タレント）
- 和田麻実子（OBCアナウンサー、2019年2月4日から8月26日まで斉藤産休中の代演[10]、金曜日放送の『GO!GO!フライデーショー!』も出演）

| 年度・期間      | 月曜       | 火曜       | 水曜       | 木曜       | 金曜       |
| --------------- | ---------- | ---------- | ---------- | ---------- | ---------- |
| 2005年4月 -     | 岩見知香   | 河島あみる | 慶元まさ美 | 南かなこ   | 宮村優子   |
| 2006年4月 -     | 岩見知香   | 河島あみる | 慶元まさ美 | 南かなこ   | 藤井日菜子 |
| 2006年10月 -    | 安井ゆたか | 安井ゆたか | 安井ゆたか | 安井ゆたか | 河島あみる |
| 2007年10月 -    | 安井ゆたか | 安井ゆたか | 和田麻実子 | 和田麻実子 | 河島あみる |
| 2009年4月 -     | 安井ゆたか | 安井ゆたか | 松本雅子   | 松本雅子   | 河島あみる |
| 2011年4月 -     | 松本雅子   | 松本雅子   | 松本雅子   | 松本雅子   | 河島あみる |
| 2014年10月 -    | 玉川恵     | 玉川恵     | 木谷美帆   | 木谷美帆   | 河島あみる |
| 2015年4月 -     | 玉川恵     | 玉川恵     | 工藤あやの | 木谷美帆   | 河島あみる |
| 2016年3月28日 - | 玉川恵     | 玉川恵     | 工藤あやの | 和田麻実子 | 河島あみる |
| 2017年4月3日 -  | 斉藤雪乃   | 大西ユカリ | 工藤あやの | 和田麻実子 | 河島あみる |
| 2018年4月2日 -  | 斉藤雪乃   | 宇都宮まき | 仲みゆき   | 裏野さやか | （別番組） |

## 主なコーナー
- 12:25頃：生声聞かせて

リスナーの携帯電話に電話をかけ、生トークをする。
- 12:35頃：原田年晴の○○な話
- 12:45頃：ラジオショッピング
- 12:55頃：1時前のほっこり（月 - 木曜。番組進行具合によっては放送無し、終了?）
- 13:00：産経新聞ニュース･天気予報･交通情報
- 13:08頃：下町グルメ選手権
- 13:30頃：ほんまもんインフォメーション
- 13:45頃：日替わりコーナー（月 - 木曜）
- 14:00：産経新聞ニュース･アメダス天気予報･交通情報
- 14:05頃：ゲストコーナー（ゲストがいない場合はリクエストによる曲を放送）
- 14:30頃：NEWSクローズアップ（終了?）

産経新聞夕刊の記事から一部を紹介。
- 14:40頃：ラジオショッピング

※ほんまもんインフォメーション、ラジオショッピングは日によっては放送しない場合がある。
※NEWSクローズアップ、ダイヤル119は祝日の場合は放送休止。

### 近鉄グループ冠提供コーナー
2008年4月4日から、『近鉄まわりゃんせアワー』（きんてつまわりゃんせアワー）のタイトルで、毎週金曜日15:07頃から15:37頃までの30分枠に、近鉄グループ（近畿日本鉄道・近鉄百貨店）冠提供コーナー（フロート番組）を開始した。
2011年3月までの間、次のコーナー内コーナーで構成されていた。また、近鉄電車の切符や全国百貨店共通商品のプレゼントも行っていた。
- ぐるり近鉄沿線情報（ぐるりきんてつえんせんじょうほう）

近鉄沿線地域の観光ガイドコーナー。過去にプロ野球中継『近鉄バファローズナイター』の枠で試合中継予定が無い時の代替番組として放送していた『近鉄ナイタージョッキー』の内包コーナーと同様のコンセプトである。
- デパ地下買い物まわりゃんせ（デパちかかいものまわりゃんせ）

近鉄百貨店阿倍野店で番組リスナー1名が買い物をし、合計金額を当てる。
- 今月のほんまもん（こんげつのほんまもん）

近鉄百貨店阿倍野店でお勧めの1品を紹介。
当初は、毎週『ぐるり…』と『デパ地下…』の2本構成で放送していたが、2009年4月以降は第一金曜日のみ『デパ地下…』に代わり新コーナーとして『今月の…』を放送していた。
2011年4月より、『ぐるり近鉄沿線情報』に一本化され、15:22頃までの15分枠に縮小された。2016年10月現在、木曜13:05頃 - 13:22頃に放送。

### 過去のコーナー
- ほんまもん・お家で簡単引き締め体操（金曜）

宮村優子による簡単なエクササイズ実践コーナー
- グリーン110番（金曜）

大阪府警の広報番組
- 原田年晴のマイホームタウン（月曜、2009年5月4日まで）

毎週近畿近郊の市町村を抽選で選び、資料など無しで原田アナがその市町村を紹介する。
- 佐藤ミツアキのグッドアドバイス（月曜、2009年7月27日まで）
- これぞほんまもん
- 夕刊フジ最終便

夕刊フジのデスクと電話をつなぎ、その日の主な記事の一部を紹介。

## その他
- 「金曜スペシャル」では毎月第二金曜日のみ、番組終了後に緊急警報放送の試験信号が発信された。このため、該当日は放送終了時間が1分繰り上がる。
- 「金曜スペシャル」で放送される『ロッテほんまもんサークル』の案内の番宣CMが本編とオールナイトニッポンのCM中によく流れている。
- 2011年4月から本番組の番宣CMが開始された。
- 2016年3月19日正午に本放送を開始したFM補完放送の特別番組『ほんまもんのワイドFMをハッキリ愛して』が在阪3局同時放送され、当番組からも原田が出演した。
- 原田と工藤は、当番組終了後の2020年1月2日からラジオ大阪で放送される『ほんまもんだよ工藤あやのです』（毎週木曜日21:00 - 21:30）で、再びコンビを組む。